# Алан да Сілва Соуза
Алан да Сілва Соуза (9 грудня 1987, Андіра) — бразильський футболіст, півзахисник  футбольного клубу «Ерготеліс».

## Біографія
Почав професійну кар'єру в бразильському клубі «Мацубара». У січні 2007 року перейшов в алчевську «Сталь», де тренером був голландець Тон Каанен. У Вищій лізі дебютував 4 березня 2007 в домашньому матчі проти донецького «Металурга» (3: 0), Алан почав матч в основі, але на 77 хвилині він був замінений на Віталія Гавриша. Всього у Вищій лізі сезону 2006/07 провів 13 матчів і забив 2 голи («Дніпру» і «Арсеналу»), а «Сталь» за підсумками сезону посіла останні 16 місце і вилетіла в Першу лігу. Влітку 2007 року перейшов в донецький «Металург». У команді провів півроку і зіграв 13 матчів у Вищій лізі, 2 матчі в Кубку України і 1 матч в молодіжній першості. Взимку 2008 року перейшов до київського «Арсеналу». У команді не зміг стати основним гравцем, зігравши в чемпіонаті України 6 матчів. На початку березня 2010 був заявлений за алчевську «Сталь».
Влітку 2010 року перейшов в кіпрський клуб АЕК з міста Ларнака, де головним тренером був Тон Каанен. У 2013 році перейшов в «Буковину» з Чернівців. З вересня по листопад 2013 перебував на перегляді в сімферопольській «Таврії», а пізніше в ужгородській «Говерлі». На початку 2014 року перейшов в мальтійську «Валлетту». У команді отримав 20 номер. У складі команди став чемпіоном Мальти і володарем Кубка Мальти. У чемпіонаті Алан провів 10 матчів і забив 2 голи, в Кубку зіграв 1 гру.
Літом 2014 підписав контракт з грецьким «Ерготелісом». У команді взяв собі 42 номер.